# Claude Deruet
Claude Deruet (1588–1660) byl slavný francouzský barokní malíř v 17. století pocházejícím z města Nancy .

## Životopis
Deruet byl žákem Jacquese Bellange, oficiálního dvorního malíře Karla III., vévody de Lorraine. Mezi lety 1612 až 1619 působil v Římě, kde - podle André Félibiena - studoval u malíře a leptaře Antonia Tempesty . Během svého pobytu v Římě namaloval i japonského samuraje Hasekura Tsunenaga při návštěvě Evropy v roce 1615.
Deruet byl v roce 1621 vévodou de Lorraine povýšen do šlechtického stavu a poté byl v roce 1645 jmenován rytířem Řádu svatého Michela francouzským králem Ludvíkem XIII. Ten v roce 1641 připojil většinu Lotrinska k Francie. Deruet měl luxusní sídlo v Nancy, pojmenované La Romaine, kde v roce 1633 také pobýval Ludvík XIII. a jeho manželka Anna Rakouská.
Žákem Clauda Derueta byl v roce 1623 Claude Lorrain. Ten se později oženil se a měl dva syny, z nichž jeden se stal rovněž malířem.
Americký architekt DeWitt H. Fessenden napsal v roce 1952 Deruetův životopis, The Life and Works of Claude Deruet. 

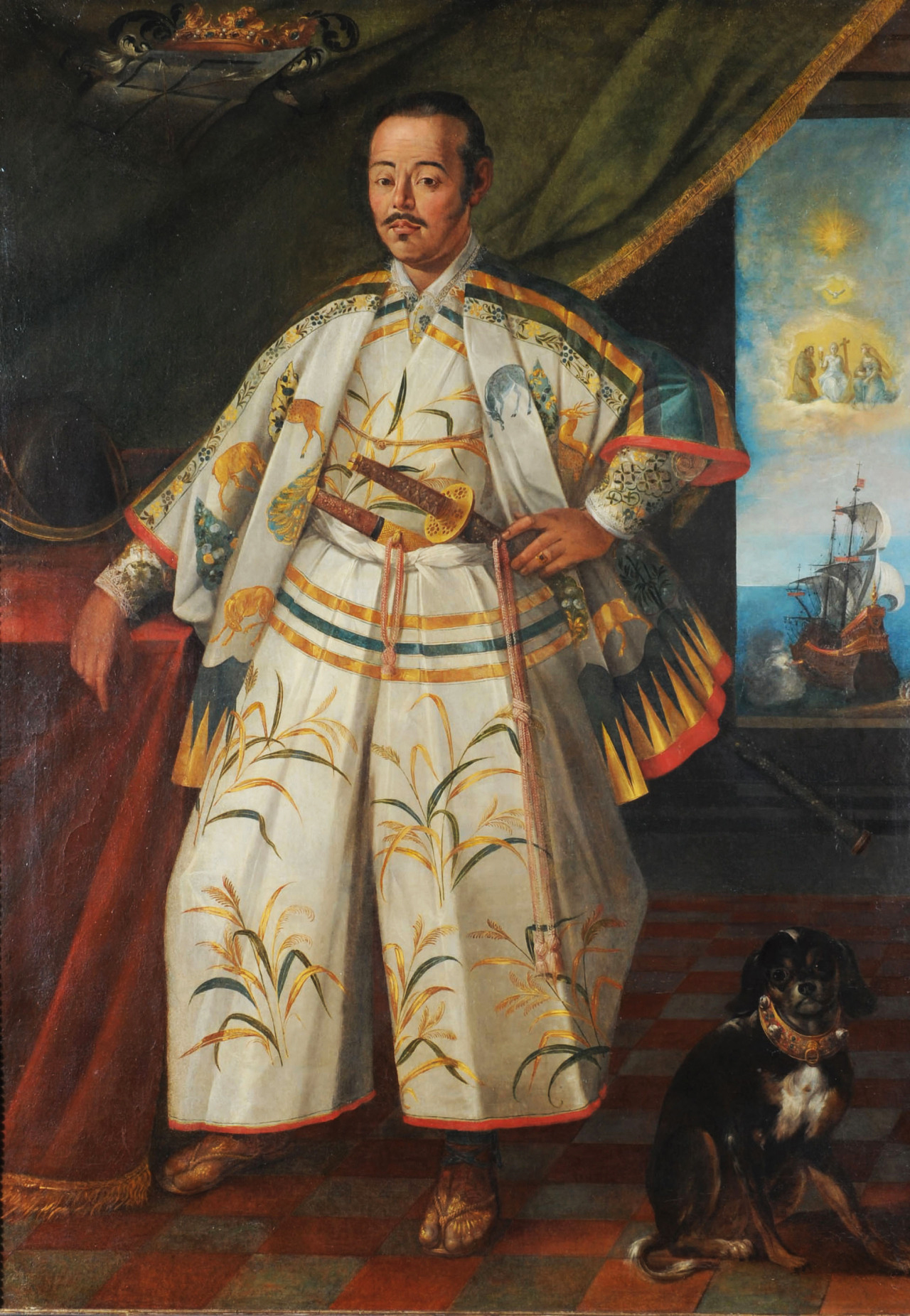
Hasekura Tsunenaga v Římě, 1615.
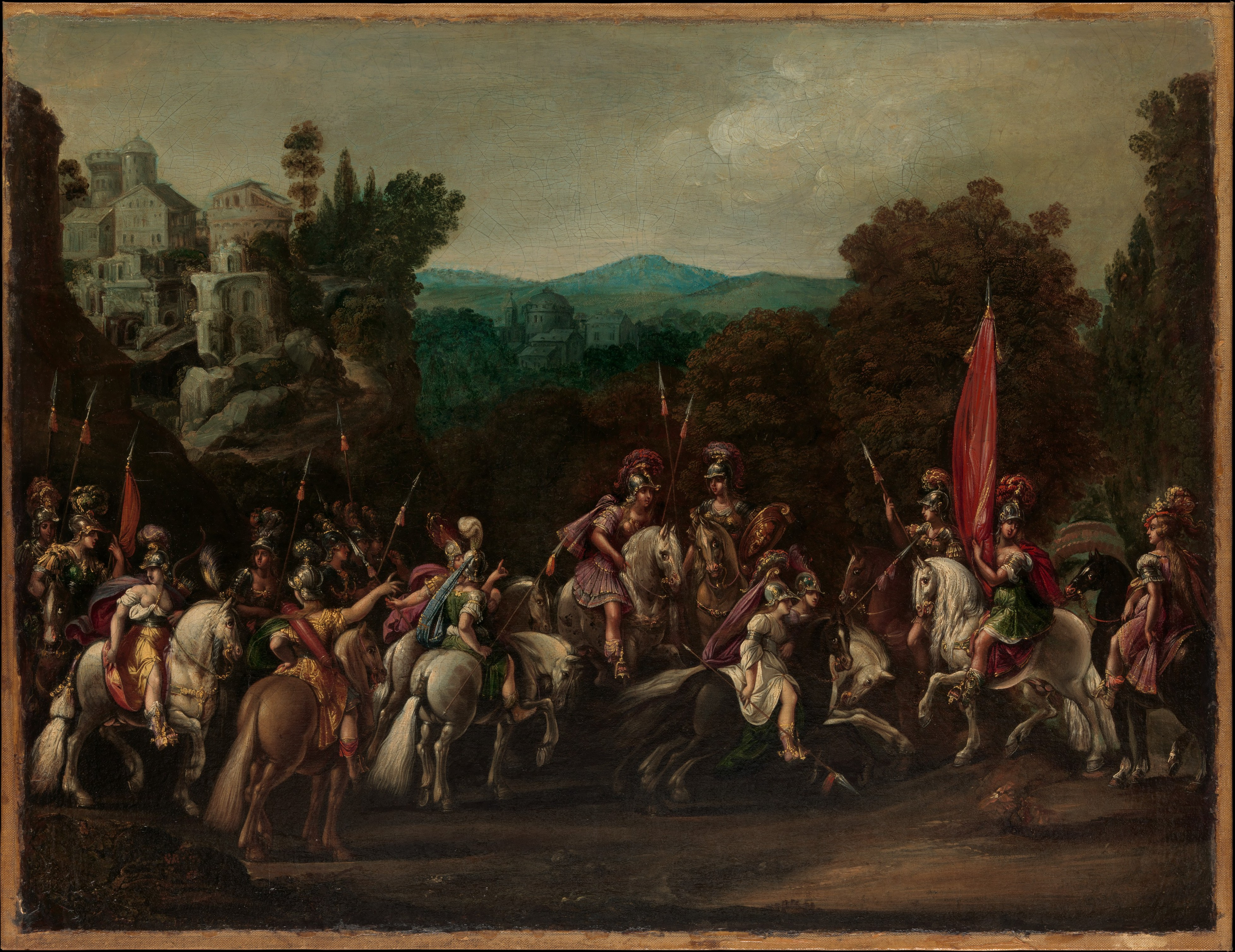
"Odchod Amazonek", 1620.
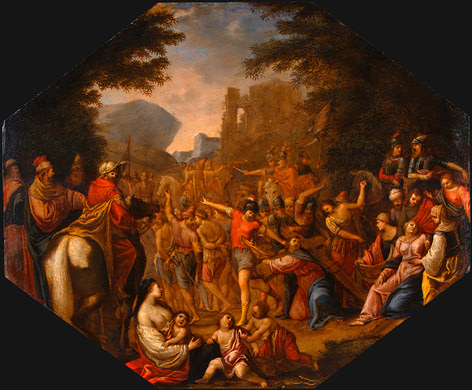
"Cesta na Kalvárii", 1620.